# مدار ۳۴ درجه جنوبی
مدار ۳۴ درجه جنوبی، دایره‌ای از عرض جغرافیایی است که در ۳۴ درجهٔ جنوبی خط استوا  قرار دارد.

## گذر از مناطق
از نصف‌النهار مبدأ شروع می‌شود و به سمت مشرق ۳۴ درجه جنوبی از موارد زیر گذر می‌کند:
| مختصات‌ها                                             | کشور، قلمرو یا دریا | توضیحات |
| ---------------------------------------------------- | ------------------- | --- |
| ۳۴°۰′ جنوبی ۰°۰′ شرقی / ۳۴٫۰۰۰°جنوبی ۰٫۰۰۰°شرقی      | اقیانوس اطلس        | |
| ۳۴°۰′ جنوبی ۱۸°۲۰′ شرقی / ۳۴٫۰۰۰°جنوبی ۱۸٫۳۳۳°شرقی   | آفریقای جنوبی       | کیپ غربی - passing through کیپ‌تاون کیپ شرقی                                                                    |
| ۳۴°۰′ جنوبی ۲۵°۴۱′ شرقی / ۳۴٫۰۰۰°جنوبی ۲۵٫۶۸۳°شرقی   | اقیانوس هند         | |
| ۳۴°۰′ جنوبی ۱۱۵°۰′ شرقی / ۳۴٫۰۰۰°جنوبی ۱۱۵٫۰۰۰°شرقی  | استرالیا            | استرالیای غربی                                                                                                 |
| ۳۴°۰′ جنوبی ۱۱۹°۴۸′ شرقی / ۳۴٫۰۰۰°جنوبی ۱۱۹٫۸۰۰°شرقی | اقیانوس هند         | |
| ۳۴°۰′ جنوبی ۱۲۲°۶′ شرقی / ۳۴٫۰۰۰°جنوبی ۱۲۲٫۱۰۰°شرقی  | استرالیا            | استرالیای غربی - Cape Le Grand                                                                                 |
| ۳۴°۰′ جنوبی ۱۲۲°۱۷′ شرقی / ۳۴٫۰۰۰°جنوبی ۱۲۲٫۲۸۳°شرقی | اقیانوس هند         | |
| ۳۴°۰′ جنوبی ۱۲۳°۱۰′ شرقی / ۳۴٫۰۰۰°جنوبی ۱۲۳٫۱۶۷°شرقی | استرالیا            | استرالیای غربی - Cape Arid                                                                                     |
| ۳۴°۰′ جنوبی ۱۲۳°۱۳′ شرقی / ۳۴٫۰۰۰°جنوبی ۱۲۳٫۲۱۷°شرقی | اقیانوس هند         | خلیج بزرگ استرالیا                                                                                             |
| ۳۴°۰′ جنوبی ۱۳۵°۱۵′ شرقی / ۳۴٫۰۰۰°جنوبی ۱۳۵٫۲۵۰°شرقی | استرالیا            | شبه‌جزیره ایر, استرالیای جنوبی                                                                                  |
| ۳۴°۰′ جنوبی ۱۳۶°۲۹′ شرقی / ۳۴٫۰۰۰°جنوبی ۱۳۶٫۴۸۳°شرقی | Spencer Gulf        | |
| ۳۴°۰′ جنوبی ۱۳۷°۳۲′ شرقی / ۳۴٫۰۰۰°جنوبی ۱۳۷٫۵۳۳°شرقی | استرالیا            | استرالیای جنوبی نیو ساوت ولز - passing just south of سیدنی                                                     |
| ۳۴°۰′ جنوبی ۱۵۱°۱۵′ شرقی / ۳۴٫۰۰۰°جنوبی ۱۵۱٫۲۵۰°شرقی | اقیانوس آرام        | Passing just north of the Three Kings Islands, نیوزیلند · Passing just south of Alejandro Selkirk Island, شیلی |
| ۳۴°۰′ جنوبی ۷۱°۵۴′ غربی / ۳۴٫۰۰۰°جنوبی ۷۱٫۹۰۰°غربی   | شیلی                | |
| ۳۴°۰′ جنوبی ۶۹°۵۱′ غربی / ۳۴٫۰۰۰°جنوبی ۶۹٫۸۵۰°غربی   | آرژانتین            | |
| ۳۴°۰′ جنوبی ۵۸°۲۲′ غربی / ۳۴٫۰۰۰°جنوبی ۵۸٫۳۶۷°غربی   | اروگوئه             | |
| ۳۴°۰′ جنوبی ۵۳°۳۱′ غربی / ۳۴٫۰۰۰°جنوبی ۵۳٫۵۱۷°غربی   | اقیانوس اطلس        | |